# Provincia de Huaral
La provincia de Huaral es una de las diez que conforman el departamento de Lima en la costa central del Perú. Se encuentra en la jurisdicción del Gobierno Regional de Lima. Su capital es la ciudad de Huaral, que además es la capital de la Agricultura.
Limita por el norte con la provincia de Huaura, por el sur con la provincia de Canta y la provincia de Lima, por el este con la provincia de Pasco y la provincia de Yauli, y por el oeste con el océano Pacífico.
Se encuentra regulada judicialmente por el distrito judicial de Huaura.
Dentro de la división eclesiástica de la Iglesia católica del Perú, pertenece a la diócesis de Huacho.

## Historia

### Época prehispánica

#### Imperio chimú
La provincia de Huaral fue parte del Imperio chimú o reino Chimú en su máxima expansión que llegó a durar desde los 1000 a 1470 años.
El valle de Chancay debió ser una de las zonas recorridas por los cazadores-recolectores del Periodo Lítico Andino, que mudaban su residencia de acuerdo a las estaciones, bajando hasta la costa. Las lomas costeñas como las de Lachay serían ocupadas temporalmente durante la estación en las que ellas prosperan una vegetación y fauna propia, sustentadas por la humedad proveniente del océano.
De la época del Formativo Inferior (900-500 a. C.) son los grandes centros ceremoniales o Templos en «u», llamados así por su forma característica: cada uno de ellos está formado por tres pirámides, una principal (generalmente la más elevada) flanqueada por otras dos pirámides alargadas y menos elevadas, que le da la forma de la letra U; el conjunto encierra una plaza amplia. De esta singular construcción, característica de la cultura chavín y arraigada en la costa central peruana, pueden verse aún restos a lo largo del valle de Chancay, en los yacimientos de San Jacinto, Grupo B, San Ignacio, Miraflores y Cuyo. El de San Jacinto es de dimensiones gigantescas, ocupando 30 hectáreas, con una anchura de 500 m y una longitud de 300 m.
Del Intermedio Temprano son los sitios arqueológicos de Baños de Boza y Miramar, con restos de arquitectura monumental y de la tradición cerámica Blanco sobre Rojo (200 a. C.-200 d. C.). En los siglos siguientes (200 al 400 de nuestra era) se hizo presente en la zona la influencia de la Cultura Lima.
Del Horizonte Medio (600-1200 de la era cristiana) destacan diversos estilos de cerámica: uno de ellos es el llamado Teatino, identificado por Julio C. Tello en la quebrada de ese nombre, cercana a Lachay, caracterizada por su simplicidad, su monocromía negruzca y su decoración con motivos incisos simples. Otro es el estilo tricolor-geométrico (Blanco-Negro-Rojo), cercano al estilo Tiahuanaco-Huari y por lo general representado por cántaros ovoides con asas laterales, que ostentan alguna pequeña figura escultórica. 
Y ya en el Intermedio Tardío (1200 a 1450 de la era cristiana) florece la clásica Cultura chancay que se desarrolla en los valles de Chancay y Huaura. Los hallazgos funerarios en las necrópolis de Ancón y Zepita evidencian una zona de influencias que llegó hasta el cauce norte del valle del Chillón, al sur.
La cerámica chancay se caracteriza por su decoración en color negro o marrón sobre un fondo crema o blanco, y debido a esta particularidad, se le conoce como Negro sobre Blanco. Son peculiares también sus estatuillas conocidas como cuchimilcos y sus cántaros antropomorfos llamados chinas. Otro estilo de cerámica se desarrolló paralelamente, el llamado Lauri impreso.
La zona cultural chancay fue anexada al Imperio incaico, aunque la típica cerámica Negro sobre Blanco continuó laborándose en este período (Horizonte Tardío). La toponimia de Chancay deriva del quechua chanka ayllu: clan familiar de origen chanca, porque allí la administración imperial inca estableció un grupo de mitimaes o colonos de origen chanca, provenientes de la región de Ayacucho.

### Época colonial
A la llegada de los españoles en el siglo XVI, el actual territorio de la provincia de Huaral contaba con una densa población nativa, pero luego sobrevino la catástrofe demográfica. La villa de Huaral (hoy ciudad de Huaral) fue fundada el 21 de marzo de 1551 por los españoles, cerca de la costa, bajo la advocación del apóstol San Juan. También en la costa fue fundada en 1562 la villa de Arnedo (hoy ciudad de Chancay), por Luis Flores, según las instrucciones expedidas por el virrey Diego López de Zúñiga y Velasco, conde de Nieva. Toda esa región formó parte del Corregimiento de Chancay. Otras pequeñas villas y reducciones de indios se fundaron en la cuenca alta del Chancay, en tiempos del virrey Francisco de Toledo, zona que pertenecía al Corregimiento de Canta (Atavillos).
El progreso de la villa de Huaral fue muy lento. Cuando el arzobispo de Lima, Santo Toribio de Mogrovejo, la visitó en 1593, su población solo ascendía a 290 indios tributarios. En cambio, Chancay prosperó debido a la fecundidad de su valle y a la labor de hidalgos y jesuitas que administraron haciendas y fundos. A finales del siglo XVI, proveía a Lima de «buen vino», trigo y maíz, «melones de los buenos del mundo», manteca de cerdo y otros «mantenimientos».

### Época republicana
Por su riqueza en «mantenimientos» y la simpatía de su población a la causa independentista, los patriotas eligieron a Chancay como el lugar adecuado para establecer los acantonamientos del Ejército libertador que arribó al Perú bajo el mando del general José de San Martín (1820). 
Por el Estatuto y Reglamento Provisional, dictado por San Martín el 12 de febrero de 1821, se creó la provincia de Chancay, que formaba parte del departamento de la Costa (luego llamado departamento de Lima). Tanto el puerto de Chancay como la ciudad de Huaral formaban parte de dicha provincia.
Dentro de la jurisdicción de la provincia de Chancay fue creado el distrito de Chancay, por ley del 2 de enero de 1857 del gobierno del mariscal Ramón Castilla, sede también de la capital provincial. Huaral quedó anexado a dicho distrito.
Durante la época republicana, el valle de Chancay continuó siendo un centro de producción agrícola, dividida en haciendas administradas por terratenientes. Para las labores del campo se importó mano de obra china y luego japonesa. Según el censo de 1876, Chancay contaba con 1825 habitantes, mientras que Huaral, solo con 535. Huaral era apenas una estación de ferrocarril, construida desde la hacienda Palpa hasta el puerto de Chancay para el traslado de caña de azúcar al mercado internacional. El crecimiento de Chancay y Huaral era lento y sus haciendas vivían aisladas de la economía nacional pues toda su producción, caña y algodón, se orientaban a la exportación.
El crecimiento de Huaral motivó que los hacendados del valle, especialmente los hermanos Del Solar, vieran la necesidad de darle independencia administrativa a este sector, anexo al distrito de Chancay. Para ello, dichos hermanos gestionaron a través de su padre, Pedro Alejandrino del Solar, entonces vicepresidente de la república del gobierno de Remigio Morales Bermúdez, la creación del distrito de Huaral (31 de octubre de 1890). 
En los años veinte, se produjo un auge del cultivo de algodón, impulsado por nuevos propietarios que desplazaron a los terratenientes y cancelaron el antiguo nivel rentista para invertir directamente en la producción.  Estos atrajeron como mano de obra a los migrantes andinos (yanaconaje).
La ciudad de Chancay, así como su área circundante sufrió los efectos del tremendo terremoto de 1940 y el subsiguiente maremoto. Pero, a pesar de ello, tanto ella como Huaral siguieron siendo receptoras de migrantes venidos de la sierra, a tal punto de dispararse su crecimiento poblacional, mientras que los chancayanos emigraban a su vez a Lima.
A partir del 9 de septiembre de 1957, los vecinos de 36 comunidades de la parte alta de la cuenca del río Chancay, hicieron gestiones para la creación de una nueva provincia. Este anhelo se convirtió en realidad el 11 de mayo de 1976 con la dación de la Ley n.º 21488 de creación de la provincia de Huaral, suscrita por el presidente de la república, el general EP Francisco Morales Bermúdez, por coincidencia, nieto del presidente que creó el distrito de Huaral en 1890. La capital de la flamante provincia quedó establecida en la ciudad de Huaral.
De acuerdo a la ley de 1976, la provincia de Huaral se constituía a base de los siguientes distritos, segregados de las provincias de Chancay y Canta:
- De Chancay: Huaral, Chancay, Aucallama e Ihuarí.
- De Canta: Lampián, 27 de Noviembre y Pacaraos, en la margen izquierda del alto valle de Chancay; y San Miguel de Atavillos, Atavillos Bajo, Sumbilca y Santa Cruz de Andamarca, en la margen derecha del mismo.

En cuanto a la provincia de Chancay, sufrió otra segregación de su territorio, esta vez por el lado norte, que dio origen en 1984 a la provincia de Barranca. En 1988 la provincia de Chancay cambió su nombre por la de provincia de Huaura.

## Geografía
La provincia de Huaral se encuentra en la costa central del Perú, a 75 kilómetros por carretera desde la ciudad de Lima. Geográficamente se encuentra adyacente al océano Pacífico. Su territorio de 3,655 kilómetros cuadrados abarca las lomas costeñas así como las primeras estribaciones andinas. Abarca una superficie de 3655,7 km²  y cuenta con 182 409 habitantes, según la estimación del INEI del 2012.

## Atractivos turísticos

### Eco Truly Park

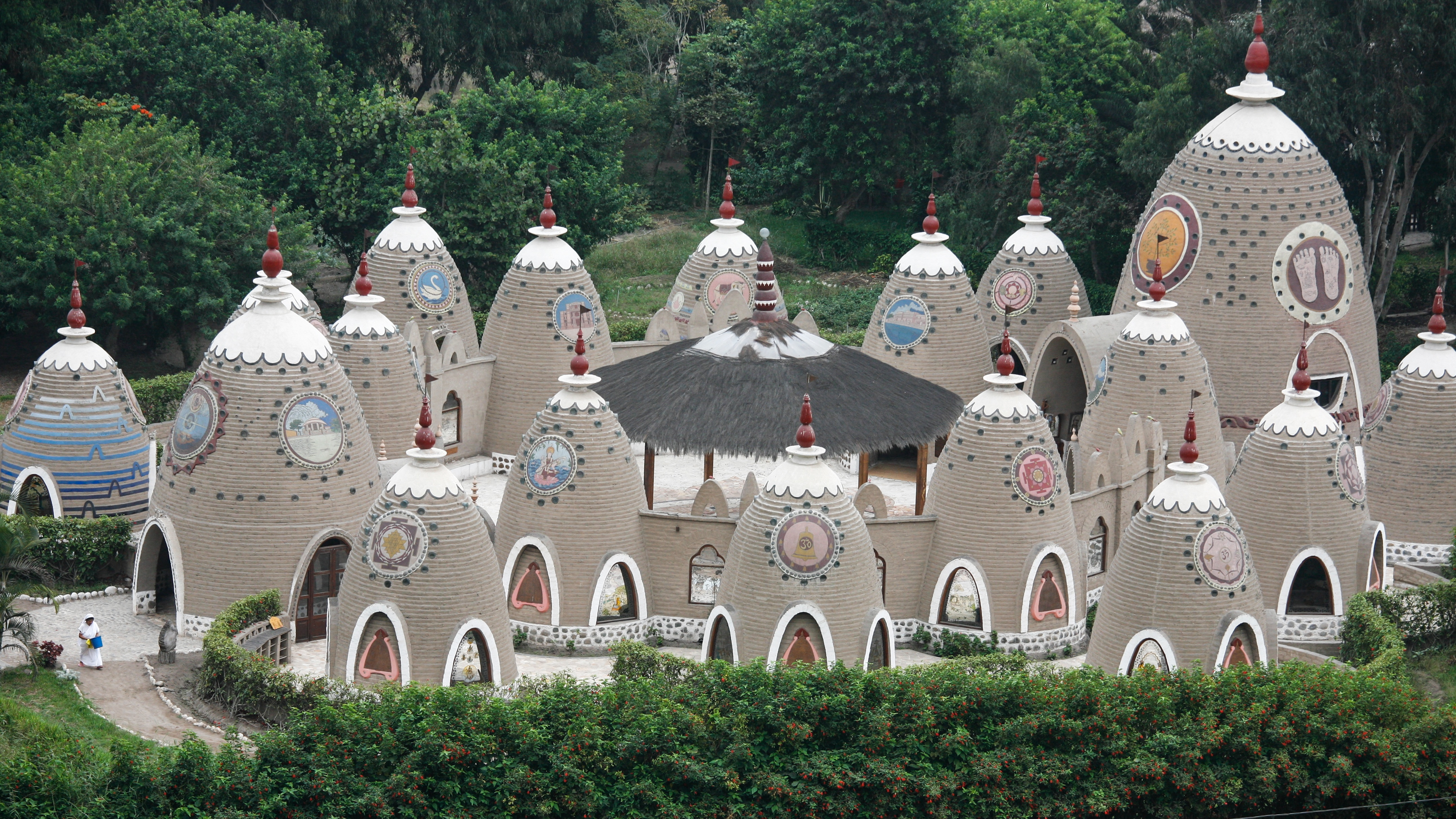
Vista aérea de Eco Truly Park.

Eco Truly Park, ubicado en Chacra y Mar, en el kilómetro 75 de la Panamericana norte, casi al final de la carretera de la Variante de Pasamayo. Es un refugio espiritual en Huaral donde la naturaleza y la armonía se entrelazan. Desde sus construcciones de barro “trulys” hasta su alimentación vegetariana y actividades como yoga y talleres de arte, este lugar ofrece una experiencia única de paz y conexión con uno mismo.

### Playas
La provincia de Huaral posee playas conocidas, como playa Chorrillos, uno de los principales atractivos turísticos y recreativos de la provincia, también están acreditadas las playas Chacra y Mar, Peñón, Chacra y Mar, y el Puerto de Chancay.

### Plaza de Armas
La plaza de Armas de Huaral se encuentra dentro de la ciudad; es el centro y sede de eventos, acontecimientos, actividades políticas, sociales, culturales y de esparcimiento de la ciudad.
La plaza cuenta con jardines, palmeras, mobiliarios urbanos y en el centro de la plaza, una pileta con un muro alegórico, la cual se puede observar las ilustraciones de la antigua población de la ciudad.

### Rúpac

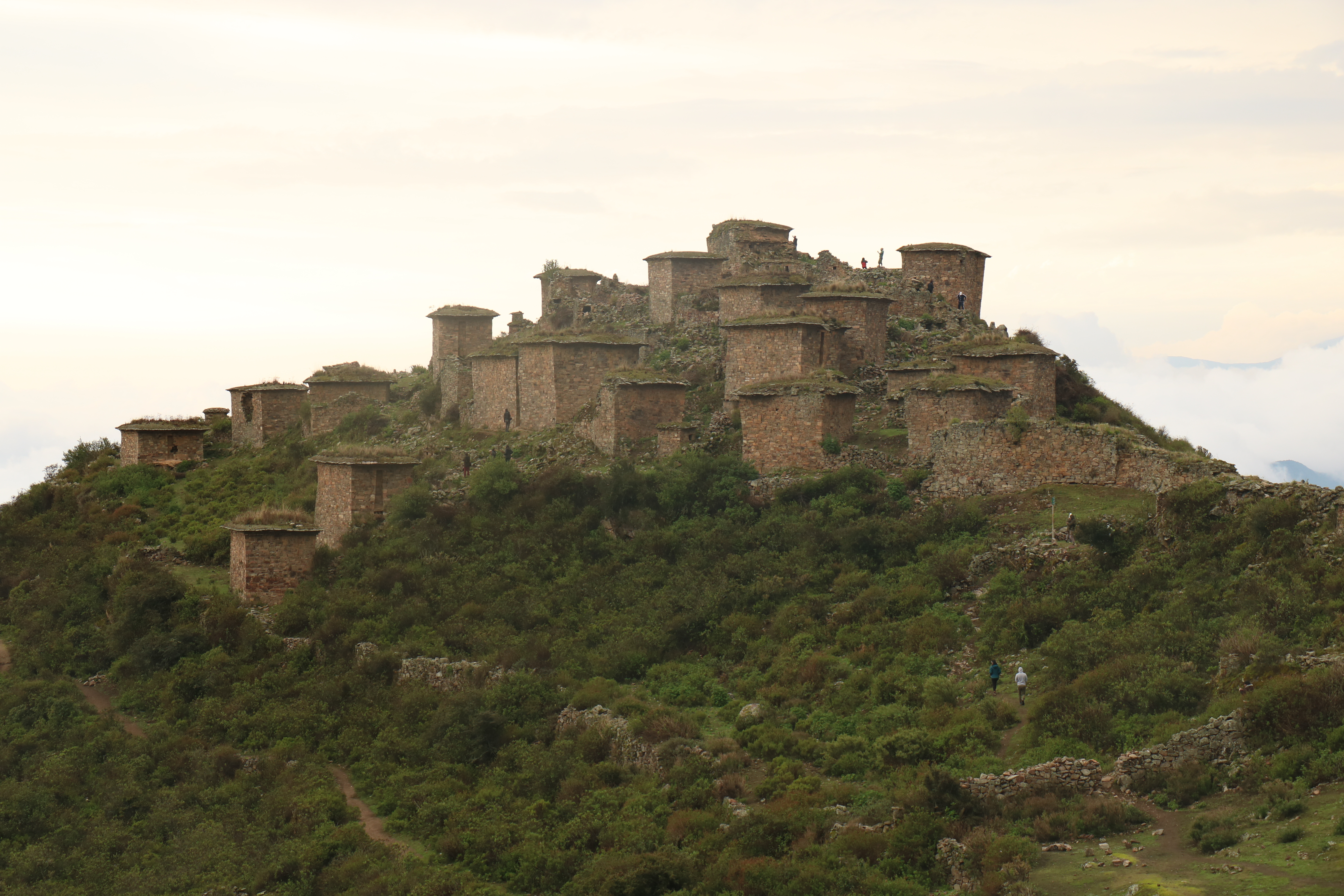
Vista del sitio arqueológico Rúpac.

El sitio arqueológico Rúpac, que a veces es denominado como el "Machu Picchu limeño"; se encuentra situado en el distrito de Atavillos Bajo, dentro de la provincia de Huaral, a 3500 m. s. n. m. y a 145 km de la ciudad de Lima.
El Complejo Arqeológico Rúpac fue construido por los Atavillos, una de las culturas preincas más importantes de la provincia de Lima. Su fin era el crear un sistema de defensa desde las alturas, por lo que dominaron las cimas de las montañas que van desde los 3,500 a los 3,800 m. s. n. m

### Hacienda Huando
La ex casa o hacienda ubicada en Huando; es una antigua hacienda peruana, ubicada en el valle de Huaral a 8 km al este de la ciudad de Chancay. Fue propiedad de la familia Graña que la utilizaron como explotación frutera, destacando la naranja Huando.
El terreno total de la hacienda era de unas 1.479 hectáreas. La tierra se dividía en un porcentaje de 70% para el cultivo de naranja Huando, un 20% de tierra de panllevar, y un 10% destinado a pastizales, ya que además de terreno agrario en las instalaciones se criaban caballos de paso y toros de lidia, y también gallos de pelea.
Además de las extensas tierras de cultivo, en el lugar se encuentra la Casa Hacienda Huando, que data de 1939, que se compone de la capilla de la Virgen Inmaculada Concepción de estilo barroco colonial con su entrada custodiada por dos leones de mármol, y la casa principal donde habitaba la familia propietaria. También tiene una piscina y un ficus de más de 200 años.
La casa, aunque abandonada y en parte derruida, sirve de atractivo turístico para la región.

### Castillo de Chancay
El Castillo de Chancay o castillo de los Boggio, situada en la Provincia de Huaral; es un castillo de estilo medieval, cuya construcción se dio entre las décadas de 1920 y 1930, sobre un acantilado rocoso en las playas de Chancay.
Su creadora fue Consuelo Amat y León Rolando, dama nacida en Lima a fines del siglo XIX y bisnieta del virrey Manuel de Amat y Junyent, el mismo que se hizo célebre por sus amoríos con Micaela Villegas, conocida como “La Perricholi”.

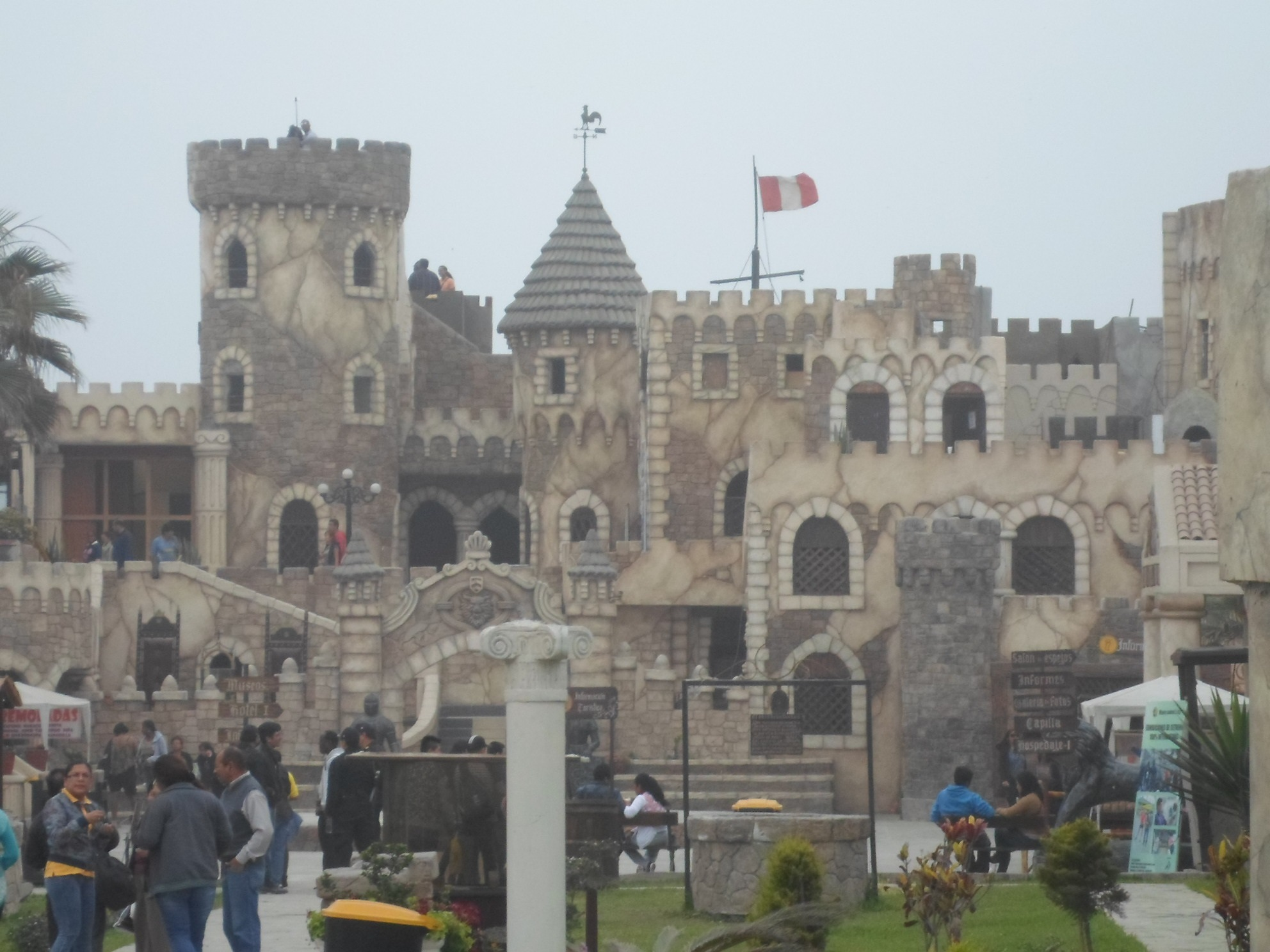
El Castillo de Chancay.

Consuelo se casó en 1915 con Rómulo Boggio Klauer, propietario del fundo La Calera, al norte de Chancay. De esa unión tuvo seis hijos. Sin embargo, al fallecer repentinamente su esposo, quedó sin herencia, por lo que viajó a Europa para estudiar, convirtiéndose en una mujer polifacética: arquitecta, matemática, poetisa, escritora y abogada. Cuando regresó al Perú construyó en Chancay el Hotel Villa Madre Perla, para acoger a los visitantes que venían a veranear desde Lima. Su gran visión empresarial la empujó a construir en un acantilado rocoso lo que es ahora el Castillo de Chancay. Ella misma diseñó los planos y contrató 30 albañiles, quienes tuvieron que preparar aquella zona rocosa a punta de cincel y comba. Su construcción se realizó de 1924 a 1935. Inicialmente, contaba con 250 habitaciones, tenía cuatro niveles y lo conformaban terrazas, torreones, miradores, escalinatas y pasadizos orientados hacia el mar. Era entonces conocido como el Castillo de la familia Boggio.

### Lomas de Lachay
Este ecosistema es una muestra representativa de las lomas con una vegetación que se encuentra únicamente en el Perú y en el norte de Chile. Preserva una rica flora y fauna con numerosas especies endémicas. También constituye una importante área de esparcimiento para los habitantes de Lima y de las localidades vecinas, que a menudo han puesto en peligro su conservación y buen desarrollo.

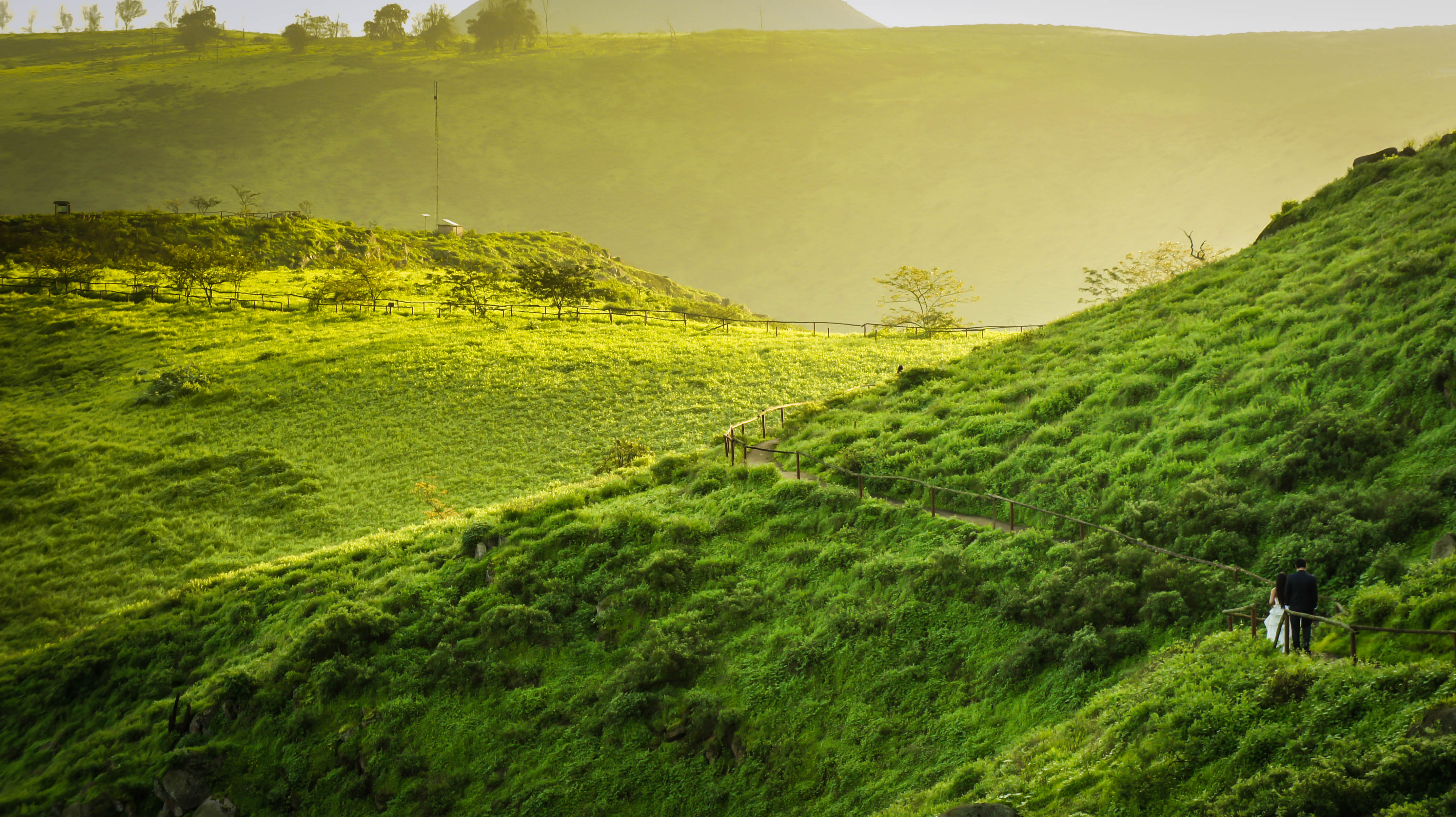
Lomas de Lachay.

Las lomas son ecosistemas propios de la costa altamente estacional, cuya principal fuente de humedad son las nieblas adventivas provenientes del océano. Generalmente soportan rigurosas condiciones de sequedad en verano y disfrutan de la humedad de las neblinas adventivas en invierno. Es un ecosistema basado en la neblina, por lo que sólo hay verdor en los meses de invierno costero (junio a septiembre). Hay taras y muchas especies vegetales. Pueden verse aguiluchos, zorros costeños, perdices serranas, y ocasionalmente venados. No hay que confundir las Lomas de Lachay con la Reserva Nacional de Lachay. Las Lomas de Lachay, con una extensión mayor a las 60 mil hectáreas, pertenecen políticamente a los distritos de Sayán, Huaral, Chancay y Huaura. La Reserva Nacional de Lachay, con una extensión superior a las 5 mil hectáreas, pertenece únicamente al distrito de Huacho y no debe confundirse con "Las Lomas de Lachay" que es el título de toda la extensión vegetal adyacente a la Reserva.

## División administrativa
La provincia de Huaral está conformada por 12 distritos y tiene una extensión territorial aproximada de 3,655.70 Km2, equivalente al 11.43% de la extensión territorial departamental y al 0.29% del territorio nacional. Es una de las provincias jóvenes creado hace 29 años y es la tercera provincia más extensa. Los tres distritos costeros de la Provincia son Huaral, Chancay y Aucallama; los 9 distritos restantes forman parte de la región de los Andes.
| Distritos                                | Población |
| ---------------------------------------- | --------- |
| Huaral                                   | 99,915    |
| Chancay                                  | 71,543    |
| Aucallama                                | 16,195    |
| Atavillos Alto                           | 976       |
| Atavillos Bajo                           | 834       |
| Ihuarí                                   | 2671      |
| Sumbilca                                 | 1500      |
| San Miguel de Acos                       | 732       |
| Veintisiete de Noviembre                 | 411       |
| Santa Cruz de Andamarca                  | 1219      |
| Lampián                                  | 329       |
| Pacaraos                                 | 1,028     |
| Total aproximado del área urbana         | 8860,681  |
| (*) Forma parte de la provincia homónima |           |

## Capital
La ciudad capital de la provincia de Huaral en el departamento de Lima es Huaral, del mismo nombre, y se encuentra a 177 m s. n. m. y a 11 km al noreste del puerto de Chancay.

## Economía
Ha sido considerada una de las despensas de Lima por su gran producción de productos agrícolas de pan llevar. También fue conocida por la producción de las naranjas Huando, en la hacienda del mismo nombre, hasta la segunda mitad del siglo XX, así como de otros frutales, como la uva. Destaca también la producción de algodón y caña de azúcar, así como tubérculos diversos y trigo. En cuanto a la ganadería, se cría ganado vacuno, equino, porcino y ovino, según la zona.

## Autoridades

### Regionales
- Consejero regional
  - 2023-2026:[4] Victor Hugo Huaccho Salas (Movimiento Regional Unidad Cívica Lima)

### Municipales
- 2023-2026[4]
  - Alcalde: Fernando José Cárdenas Sánchez, de Patria Joven.
  - Regidores:
    1. Gustavo Michael Álvarez Huamán (Patria Joven)
    2. Silvia Mercedes Dorador Gonzáles (Patria Joven)
    3. Delfín Julio Obando Guizabalo (Patria Joven)
    4. Haydee Albina Bailón Flores (Patria Joven)
    5. Eugenio Próspero Brito Castro (Patria Joven)
    6. Cecilia Patricia Carvallo Rodas (Patria Joven)
    7. Miguel Ángel Javier Chero (Patria Joven)
    8. Alexandra Ingrid Reyes Bonifaz (Movimiento Regional Unidad Cívica Lima)
    9. Albertico Nolio Quintana Meléndez (Movimiento Regional Unidad Cívica Lima)
    10. Hilda Elena Abanto Estrada (Movimiento Regional Unidad Cívica Lima)
    11. Daniel Eugenio Hernández Buitrón (Alianza para el Progreso)

### Policiales
- Jefe de la División Policial de Huaral, Cnel. PNP Wellington Manuel Gómez Medina.
- Comisario de Huaral: Cmdt. PNP. Joel Rivera Daga.

## Educación
La provincia de Huaral cuenta con varios centros educativos en distintas zonas de los distritos que posee, ya sean públicas o privadas; con iniciativas de promover, estimular y facilitar el refinamiento de habilidades o capacidades propias del individuo, mediante el aprendizaje, la construcción de conocimientos o diversas experiencias, así como también de las virtudes, creencias, hábitos, u otras características del ser.

### Instituciones educativas públicas
- IE N° 20449 Andrés de los Reyes
- IE N° 20826 San Juan Bautista
- IE N° 20407 Los Naturales
- IE N° 21009 Luis Felipe Subauste del Río
- IE N° 20402 Virgen de Fátima
- IE N° 20406 La Huaquilla
- IE Nº 21010 Clara Nichos Mansilla
- IE N° 20793 Libertador Don José de San Martín
- IE N° 87 Emilia Barcia Boniffati
- IE Nº 20845 Mariano Melgar
- IE Nº 20444 José Alejandro López Durand
- IE Nuestra Señora del Carmen

### Instituciones educativas privadas
- IEP Isaac Newton
- IEP Germán Menacho Alpiste
- IEP Claper
- IEP Inka Gakuen
- IEP Jedcer
- IEP María Reyna
- IEP Nuestra Señora de Guadalupe
- IEP Nuestra Señora de la Merced
- IEP Santa María de los Ángeles
- IEP San Isidro
- IEP Hogar Infantil
- IEP San Juan Bosco
- IEP Cristiano Emaús
- IEP San Carlos
- IEP Cristo Redentor
- IEP Santa Inés
- IEP Jhon F. Kennedy
- IEP El Nazareno
- IEP Señor de la Misericordia
- IEP Saco Oliveros
- IEP Prolog
- IEP María Montessori

## Equipos de fútbol

### EnHuaral
- Club Deportivo Huaral Fútbol Club
- Club Sport Unión Huaral
- Club Deportivo Social Huando
- Academia Emanuel
- Club Deportivo Andrés de los Reyes
- Club Unión Carac
- Club Juventud Los Naturales

### En lose-sports
- Club Deportivo Huaral Fútbol Club e-sports

## Festividades
- Marzo/abril: Semana Santa.
- Junio: San Juan Bautista (patrón de Huaral)
- Julio: Virgen del Carmen.
- Fiestas Patrias
- Agosto: Homenaje a la Santísima Cruz de Retes
- Septiembre: Virgen de las Mercedes.
- Octubre: Señor de los Milagros de Huaral, declarado el 28 de octubre de 2005 como patrón jurado de Huaral y sus 12 distritos por el alcalde Jaime Uribe Ochoa. Se venera en la parroquia santuario del Señor de los Milagros situada en la avenida Grau.
- Señor Cautivo de Ayabaca
- Noviembre: San Martín de Porres. La sagrada imagen es venerada en el Santuario San Martín de Porres que se encuentra ubicada en la av. Chancay s/n cdra. 5, Huaral. Este santo peruano sale en procesión en la provincia de Huaral, el segundo y tercer domingo de noviembre de cada año.Asimismo, cuenta con una hermandad la cual lleva el mismo nombre del Santo de la Escoba y fue fundado en el año 1940. El mes de noviembre, en esta comuna huaralina, se caracteriza por la celebración del mes martiniano. San Martín de Porres es considerado en todo el Perú como el patrón de los trabajadores municipales.

- Diciembre: Virgen de la Inmaculada Concepción (Huando)